# Delphine Lacouque
 (septembre 2011).
Si vous disposez d'ouvrages ou d'articles de référence ou si vous connaissez des sites web de qualité traitant du thème abordé ici, merci de compléter l'article en donnant les références utiles à sa vérifiabilité et en les liant à la section « Notes et références ».
Delphine Lacouque est une actrice, auteure et metteuse en scène française née le 21 juillet 1976 à Montereau-Fault-Yonne en Seine-et-Marne[réf. souhaitée].

## Filmographie

### Cinéma
- 2017 La Nullipare (court-métrage) de Delphine Lanson, scénario de Delphine Lacouque
- 2012 Le Mentor  de Jean-Pierre Mocky
- 2011 Ré!Vo!Lu!Tion! de Vojtech Janyska

### Télévision
- 2022 Le Remplaçant de Julien Seri
- 2020 La Page Blanche de Nicolas Filali
- 2013 En danger  de Fabrice Groix
- 2013 Le Récidiviste  de Alain Rudaz
- 2012 Série Les Mystères de l'amour
- 2011 Série Profilage de Julien Despaux
- 2010 Du Plaisir et des médocs France 4
- 2008 L'âme du mal de Jérôme Foulon

### Auteure et coauteure
- Laissez-moi danser Éditions Les Cygnes
- La Nullipare
- Gisèle
- Fille ou Garçon ? That is (not) the question
- Même pas peur ou le voyage de Marcel
- Du Plaisir et des Médocs
- Hors forfait
- Adaptation de Babayaga, jamais plus vous ne vous moquerez d'elle publiée aux Editions Jean-Paul Rocher
- 64 Minutes ou la chronique du désœuvrement
- Toute Seule
- Delphine et Noémie
- La Théière Perfide

## Théâtre
- 2021 Laissez-moi danser de Delphine Lacouque et Aude Roman mis en scène par Tadrina Hocking
- 2019 L'impossible Procès de Guy Lafage mis en scène par Luc Saint-Eloi
- 2015 Gisèle de Delphine Lacouque mis en scène par Julie Berducq-Bousquet
- 2015 Fille ou Garçon ? That is (not) the question de Delphine Lacouque et Aude Roman mis en scène par Delphine Lacouque
- 2014 Les Feux de l'Amour, ça brûle de Anne-Elisabeth Blateau mis en scène par Christine Anglio
- 2011 Même pas peur ou le voyage de Marcel de Delphine Lacouque et Aude Roman
- 2009 Du Plaisir et des Médocs de Delphine Lacouque et Noémie de Lattre
- 2009 Les Monologues du Vagin de Eve Ensler
- 2009 Beautiful Thing de Jonathan Harvey mis en scène par Kester Lovelace
- 2008 Arrête de pleurer Pénélope 1 et 2 de Christine Anglio, Juliette Arnaud et Corinne Puget
- 2007 Hors forfait de Delphine Lacouque et Noémie De Lattre mis en scène par Marc Goldberg
- 2006 Babayaga de Delphine Lacouque et Aude Roman
- 2005 64 Minutes ou la chronique du désœuvrement de Delphine Lacouque et Noémie De Lattre mis en scène par Tadrina Hocking
- 2005 Amadeus mis en scène par Stéphane Hillel
- 2004 Le Malade imaginaire de Molière mis en scène par David Friszman
- 2003 Un Caprice de Bonaparte de Stefan Zweig
- 2002 Le Jeu d'Adam et la farce du Cuvier de Marc Goldberg
- 2001 Douce Violence de Raphaël Scheer
- 2000 Toute Seule de Delphine Lacouque mis en scène par Marc Goldberg
- 1999 Delphine et Noémie de Delphine Lacouque et Noémie De Lattre mis en scène par Marc Goldberg
- 1998 Le Cri du Dahu de Noémie De Lattre et Olivier Allouche
- 1996 La Théière Perfide de Delphine Lacouque et Noémie De Lattre

## Radio
- 2000 Rien à voir France Inter